# Aethognathus
Aethognathus is een geslacht van vliesvleugeligen uit de familie Encyrtidae. De wetenschappelijke naam van dit geslacht is voor het eerst geldig gepubliceerd in 1915 door Silvestri.

## Soorten
Het geslacht Aethognathus omvat de volgende soorten:
- Aethognathus afer Silvestri, 1915
- Aethognathus bicolor Subba Rao, 1973
- Aethognathus cavilabris Waterston, 1917
- Aethognathus khryzhanovskyi Trjapitzin, 1984
- Aethognathus unicolor Subba Rao, 1973